# U.S. Highway 54
Der U.S. Highway 54 ist ein Highway in den Vereinigten Staaten, der in Ost-West-Richtung etwa 1197 Meilen (1926 Kilometer) von El Paso im äußersten Westen von Texas bis nach Illinois führt. Er verläuft dabei auf zwei Abschnitten durch den größten Bundesstaat der zusammenhängenden Bundesstaaten. Die der Union Pacific Railroad gehörende Eisenbahnstrecke von El Paso nach Wichita in Kansas verläuft auf ihrer ganzen Länge parallel zu diesem Highway.

## Geschichte

Historische Entwicklung der Beschilderung des Highways

U.S. Highway 54 wurde 1926 gewidmet. Bis 1972 führte die Trasse weiter nach Osten bis Chicago. Heute gehört dieser Abschnitt zum U.S. Highway 36, zur Illinois State Route 54 und zum U.S. Highway 45.

## Verlauf

### New Mexico
Aus Texas kommend erreicht US 54 New Mexico in Chaparral. In diesem Bereich kommt dem Highway militärische Bedeutung zu, da er Fort Bliss in El Paso mit der Holloman Air Force Base in Alamogordo verbindet. US 54 führt fast nordwärts durch die Mitte des Bundesstaates, über Tularosa nach Carrizozo, wo U.S. Highway 380 kreuzt. Von da an ändert sich die Richtung in einem mehrere hundert Kilometer langen Bogen allmählich nach Nordosten. Nach weiteren etwa 130 km erreicht US 54 Vaughn mit den Kreuzungen zu U.S. Highway 60 und U.S. Highway 285. Rund 65 km weiter überquert die Fernstraße den Pecos River und erreicht in Santa Rosa den Interstate 40, der US 54 auf 95 km Länge bis Tucumcari ersetzt. Der Highway zweigt da nach Nordosten ab, überquert bei Logan den Canadian River und kehrt bei Nara Visa nach Texas zurück. Der komplette Streckenabschnitt in New Mexico ist zweispurig.

### Texas
Nachdem US 54 an der Grenze zwischen den Vereinigten Staaten und Mexiko in El Paso seinen Ausgangspunkt hat, verläuft der Highway zunächst als mehrspuriger Freeway in Süd-Nord-Richtung entlang der östlichen Flanke der Franklin Mountains. Nach 23 Meilen (37 km) überquert der Highway die Staatsgrenze nach New Mexico, um 354 Meilen (rund 570 km) später hinter Nara Visa nördlich des Canadian Rivers auf texanisches Gebiet zurückzukehren.
Dieser zweite 95 Meilen (rund 153 km) lange Abschnitt führt in nordöstlicher Richtung durch den Texas Panhandle und berührt die Orte Dalhart – hier kreuzen U.S. Highway 87 und U.S. Highway 385 – und Stratford, mit der Kreuzung von U.S. Highway 287.

### Oklahoma
US 54 durchquert den Oklahoma Panhandle in nordöstlicher Richtung. Die Straße gelangt nach Oklahoma in der Nähe von Texhoma, Texas und führt durch Guymon und Hooker, bevor sie kurz vor Liberal die Grenze nach Kansas schneidet.

### Kansas
US 54 erreicht Kansas im Seward County und führt nach Plains, wo ein gemeinsamer Abschnitt mit U.S. Highway 160 beginnt, der bis östlich von Meade reicht. Von da führt Route 54 in nordöstlicher Richtung durch den Ford County. Von Mullinville verläuft der Highway über eine größere Strecke – 143 Meilen – gemeinsam mit U.S. Highway 400.
Der Highway durchquert als zweispurige Straße Greensburg, das durch einen Tornado im Mai 2007 schwer in Mitleidenschaft gezogen wurde, sowie Pratt, Cunningham und Kingman. Im Osten des Kingman Countys, wo die Außenbezirke von Wichita beginnen, ist die Strecke dann autobahnähnlich ausgebaut. Durch den Sedgwick County erreicht sie die Stadtgrenze Wichitas in der Nähe des Flughafens Wichita. Innerhalb von Wichita verlaufen US 54/400 als Kellogg Avenue. Auf diesem Abschnitt kreuzen mehrere Fernstraßen, etwa Interstate 235, Interstate 135, Interstate 35 (Kansas Turnpike) und schließlich Kansas State Route 96.
Der gemeinsame Verlauf von US 54 und US 400 setzt sich dann noch nach Augusta im Butler County fort, wo US 400 nach Osten in Richtung Bundesstaatsgrenze nach Missouri abzweigt, während US 54 von El Dorado an einen gemeinsamen Streckenabschnitt mit U.S. Highway 77 bildet. Die Streckenführung verläuft durch die ländlichen Gebiete der Countys Greenwood und Wilson. Nach Fort Scott schwenkt US 77 nordwärts nach Junction City und US 54 verlässt Kansas ostwärts im Bourbon County nach Missouri.

### Missouri

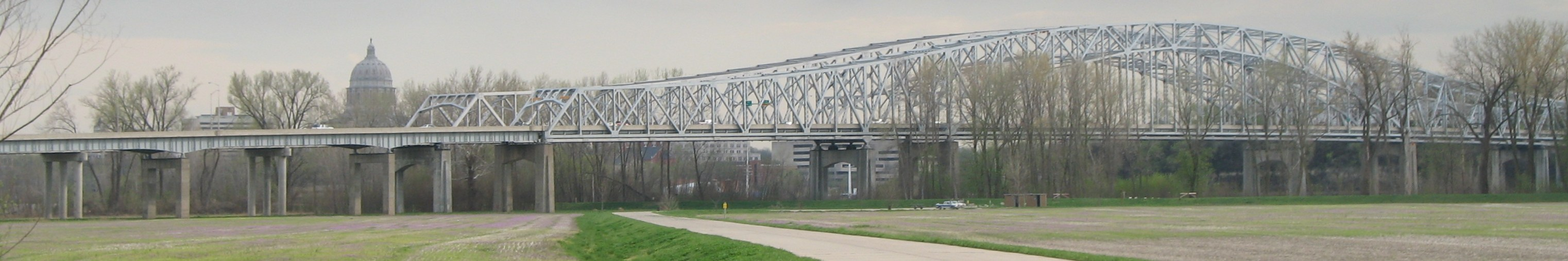
Jefferson City Bridge

Die Route 54 durchquert Missouri diagonal vom Südwesten in die nordöstliche Ecke. Sie ist eine der Hauptstrecken durch die Ozarks und die wichtigste Zufahrtsstraße zum Pomme de Terre Lake und zum Lake of the Ozarks.
Die Strecke berührt zunächst Nevada, El Dorado Springs und Hermitage, bevor sie den Lake of the Ozarks nördlich des Ha Ha Tonka State Parks das erste Mal kreuzt. Sie führt dann durch Camdenton und überquert den See an der Grand Glaize Bridge bei Osage Beach zum zweiten Mal. Über Eldon erreicht der Highway Jefferson City, wo der Missouri River auf einem gemeinsamen Abschnitt mit U.S. Highway 63 überquert wird. Direkt nach der Jefferson City Bridge zweigt die 54 nach Fulton ab, kreuzt dann bei Kingdom City die Interstate 70 und erreicht schließlich über Mexico und Vandalia schließlich den Mississippi River bei Louisiana und damit die Staatsgrenze nach Illinois.

### Illinois
In Illinois führt die U.S. von der Champ Clark Bridge über den Mississippi River zur Interstate 72 nahe Griggsville. Es ist durchgängig eine ländliche, zweispurige Straße. Die Länge der Route 54 in Illinois beträgt rund 39 km.

## Zubringer
- ehemaliger U.S. Highway 154 zwischen Dodge City und Mullinville